# Lijst van personen overleden in april 2025
Dit is een lijst van bekende personen die zijn overleden in april 2025.

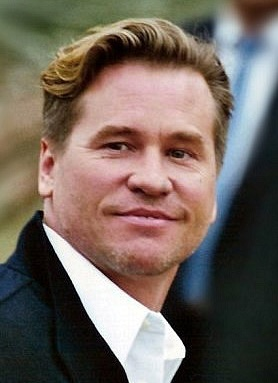
Val Kilmer
1 april

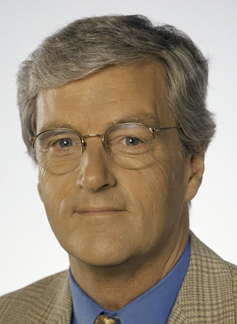
Harmen Siezen
5 april

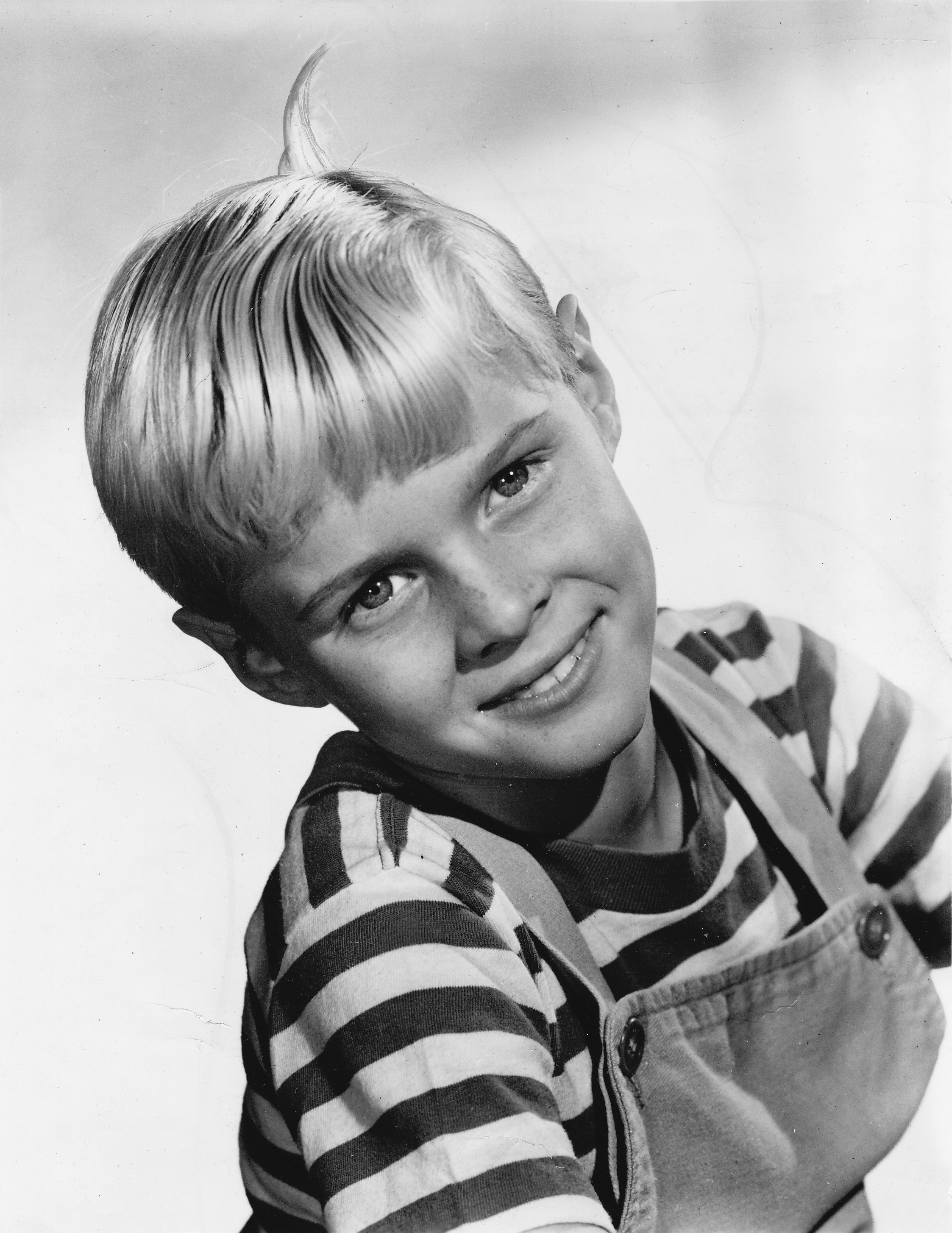
Jay North
6 april

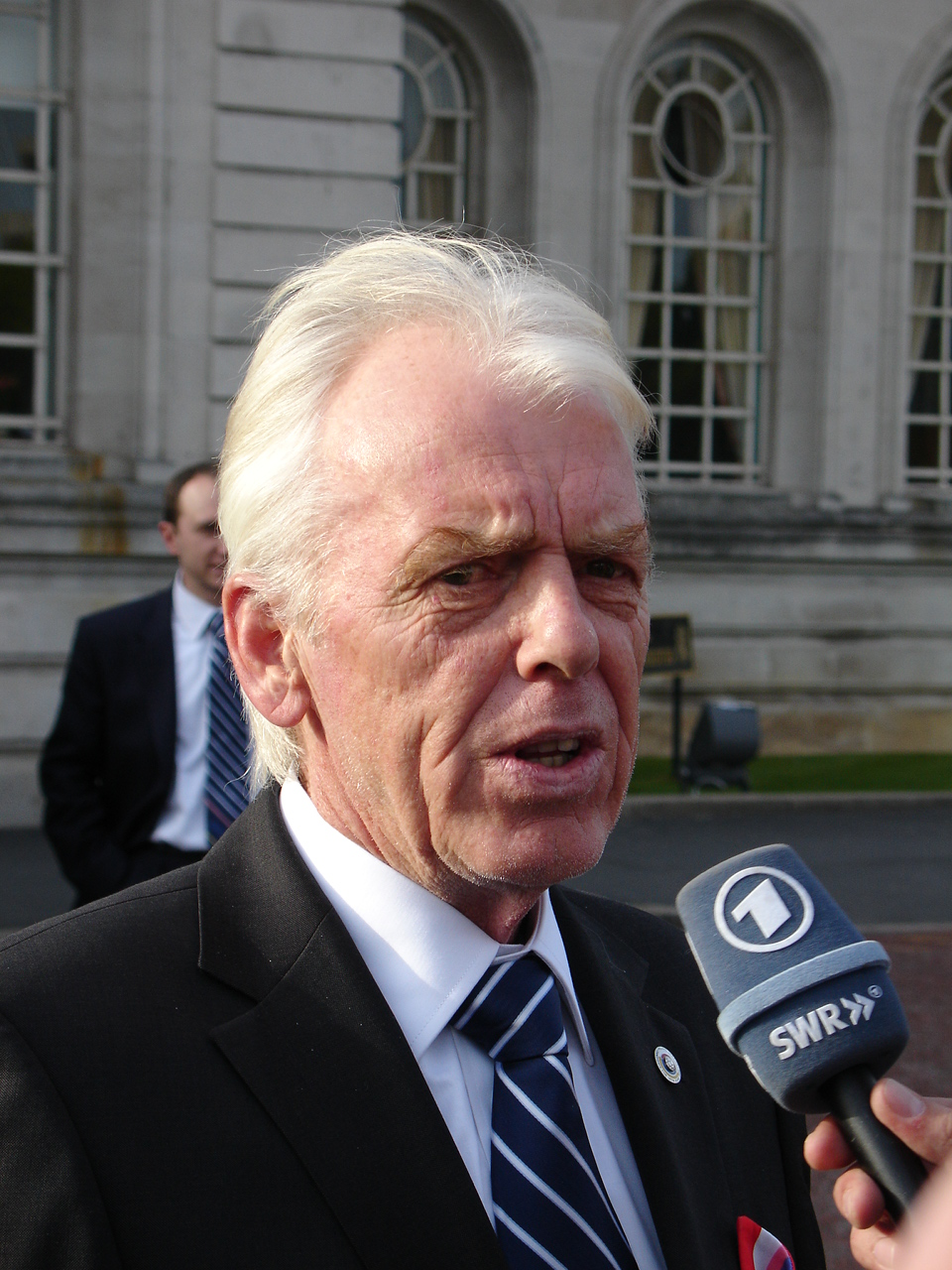
Leo Beenhakker
10 april

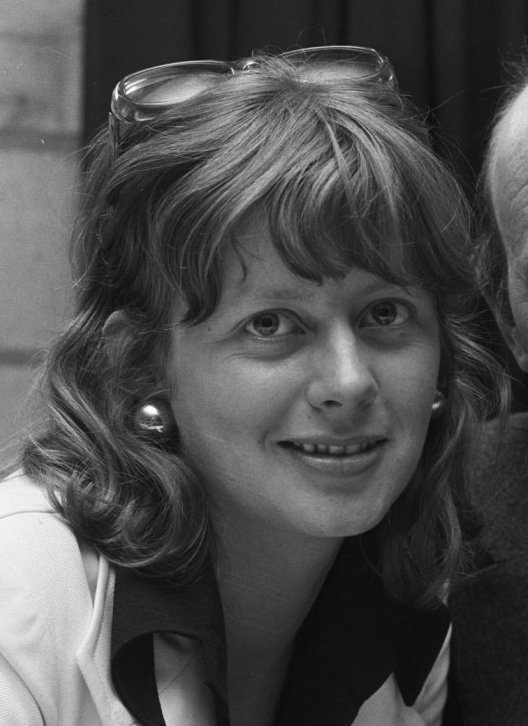
Petra Laseur
11 april

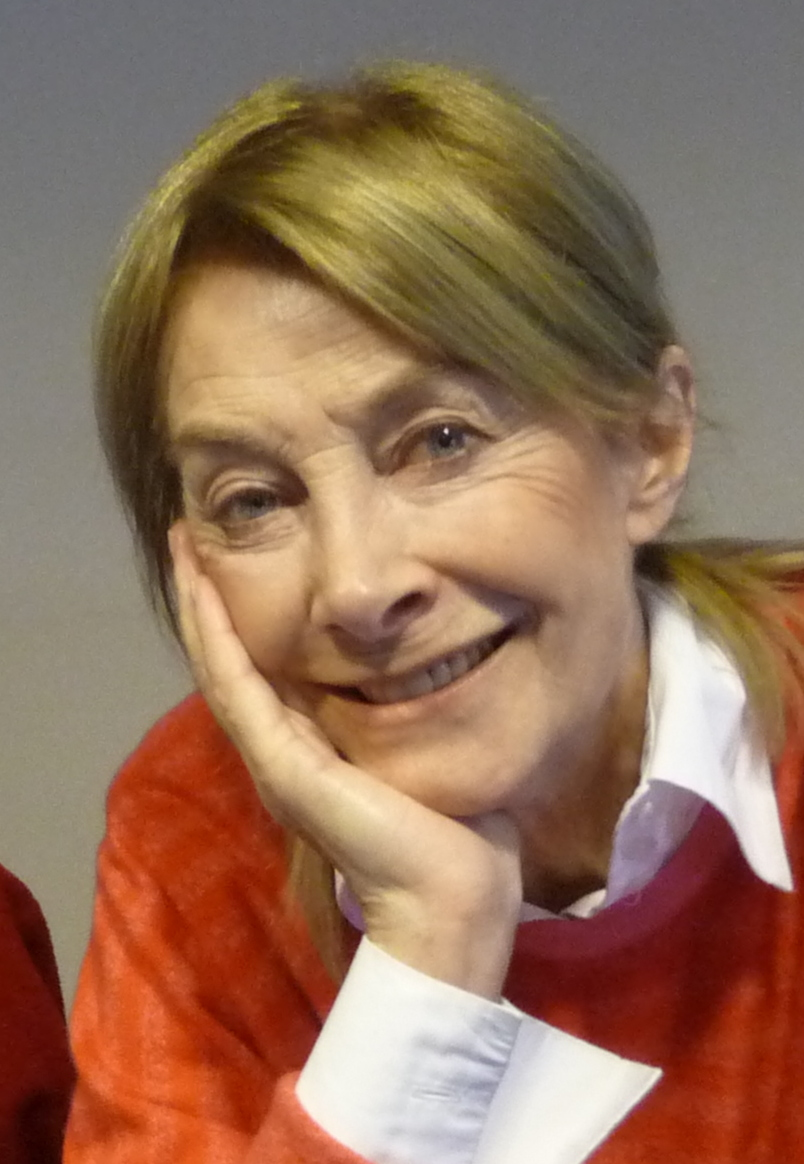
Jean Marsh
13 april

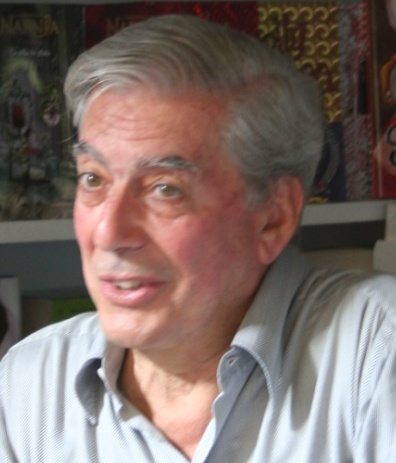
Mario Vargas Llosa
13 april

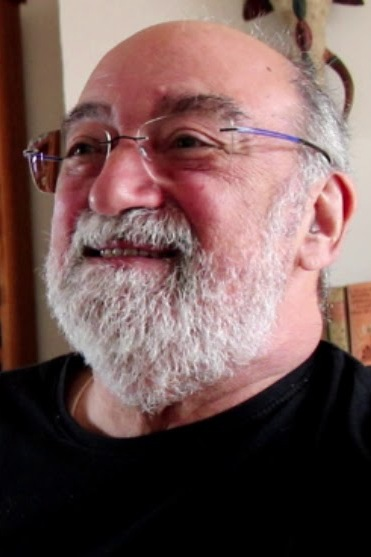
Danny Verbiest
14 april

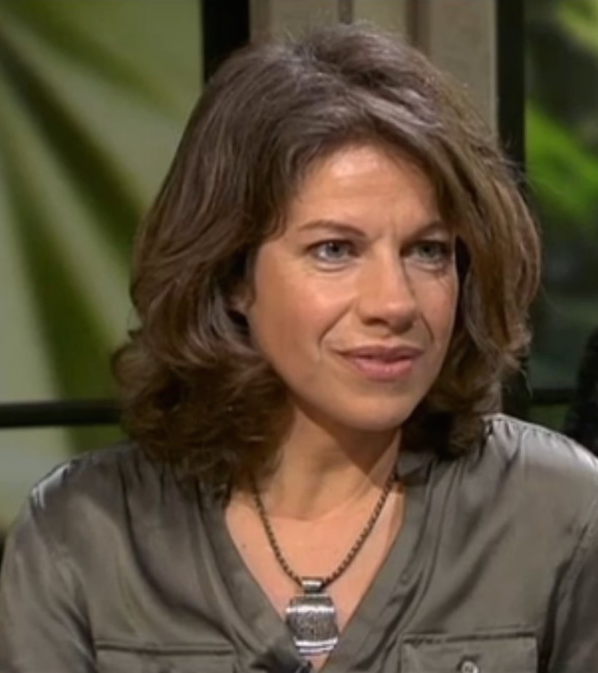
Laila al-Zwaini
19 april

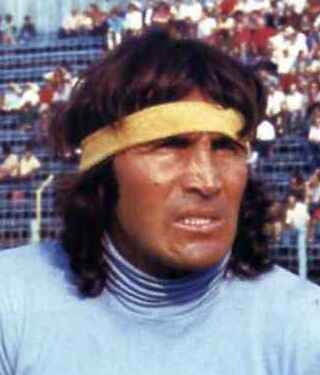
Hugo Gatti
20 april

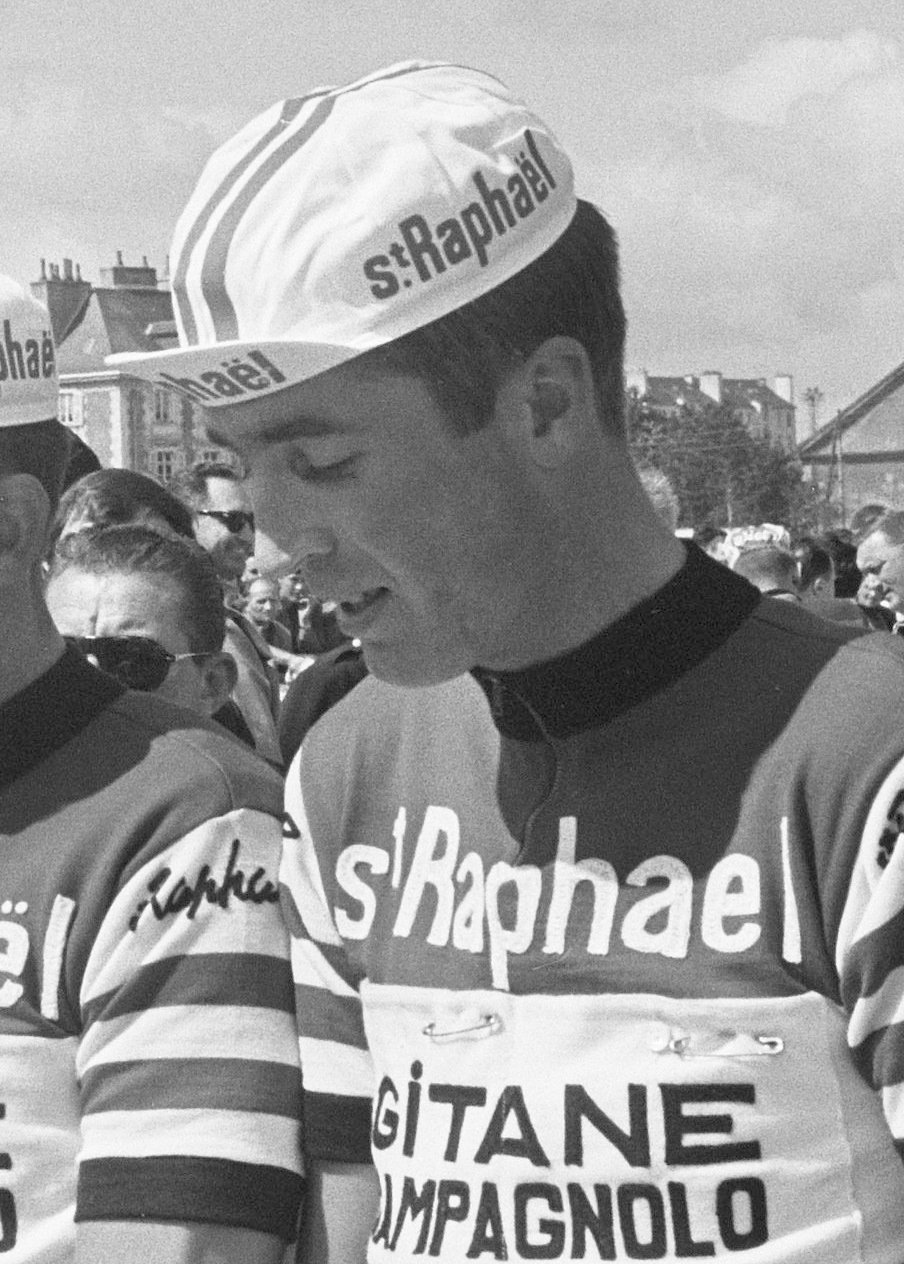
Ab Geldermans
20 april

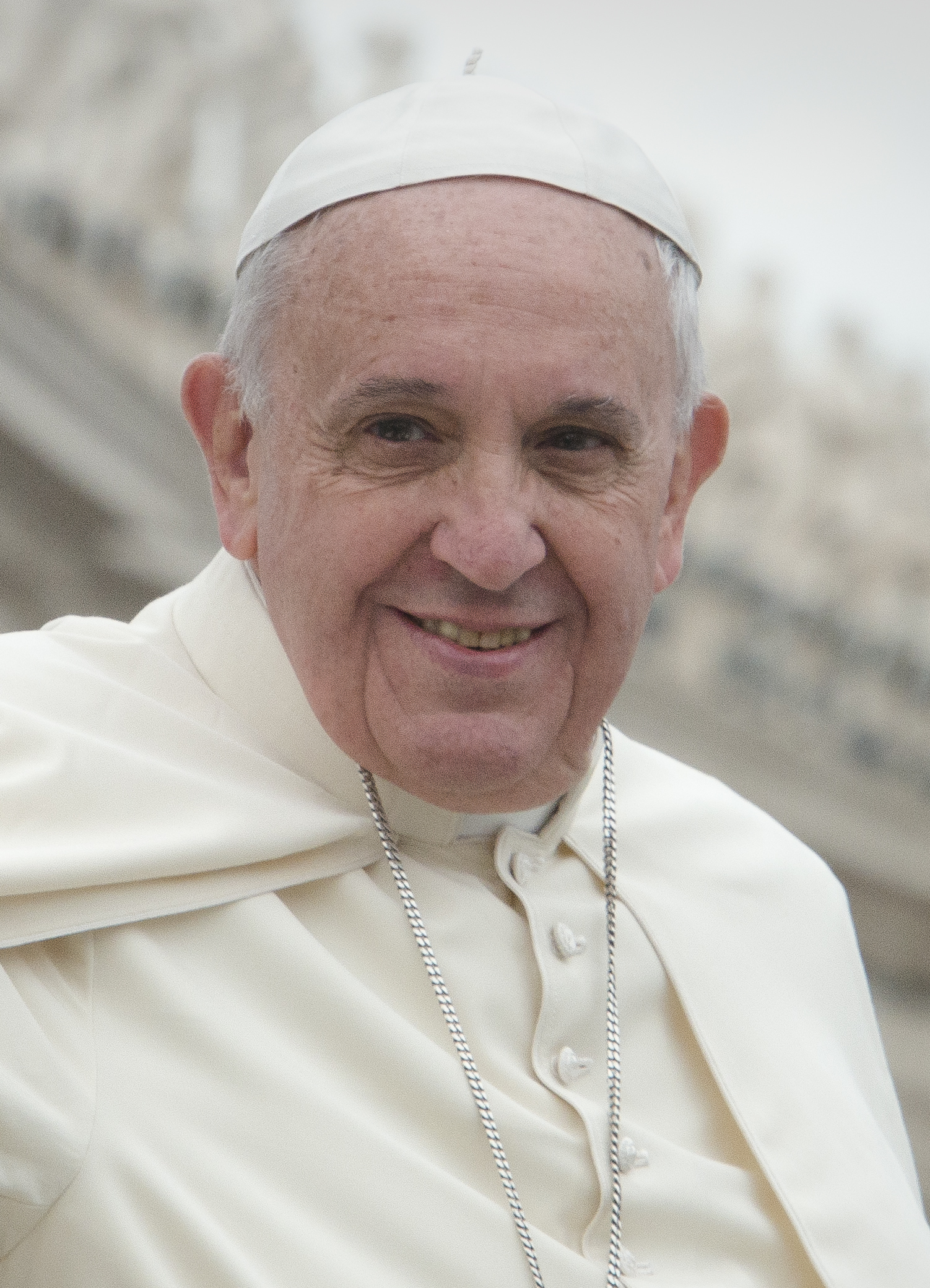
Paus Franciscus
21 april

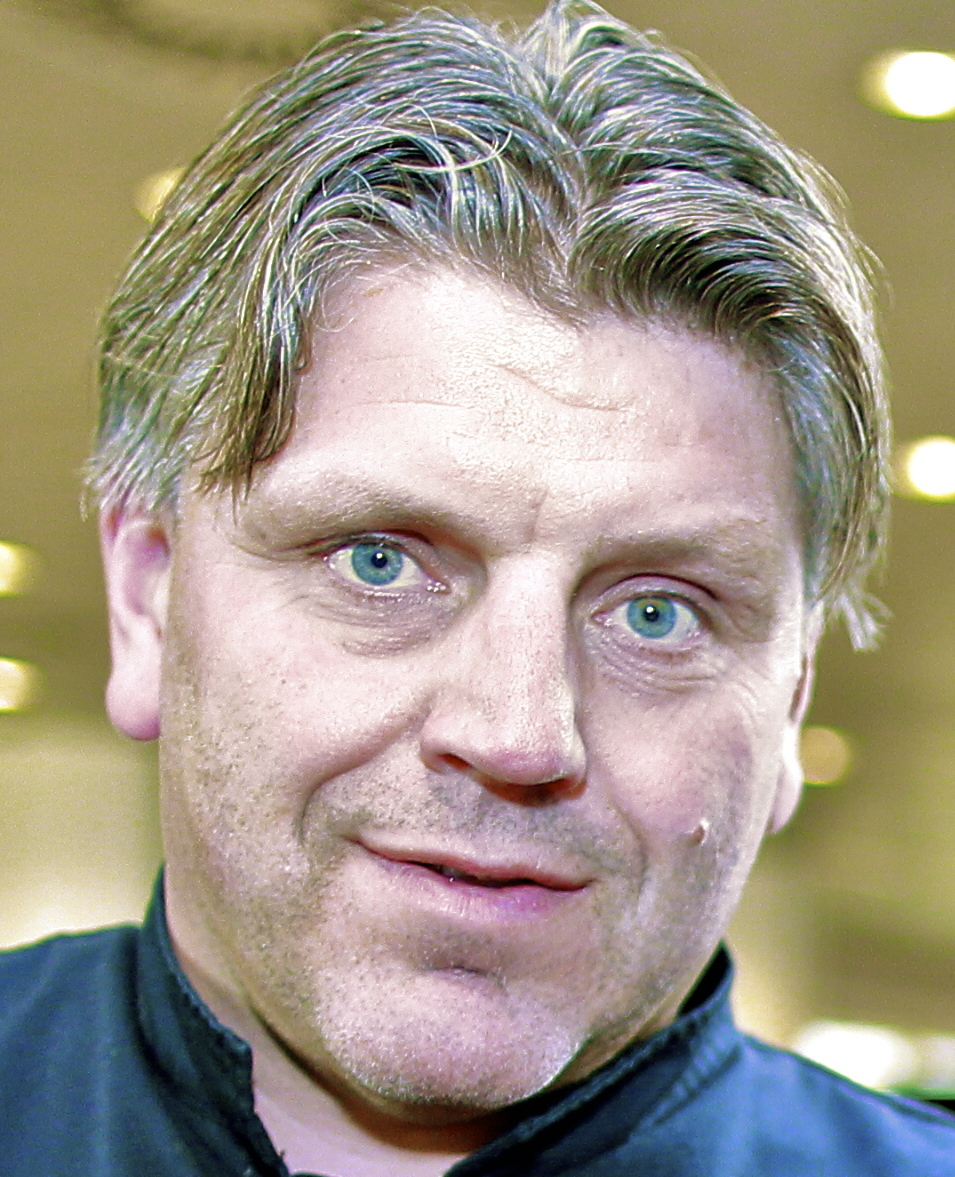
Jonnie Boer
23 april

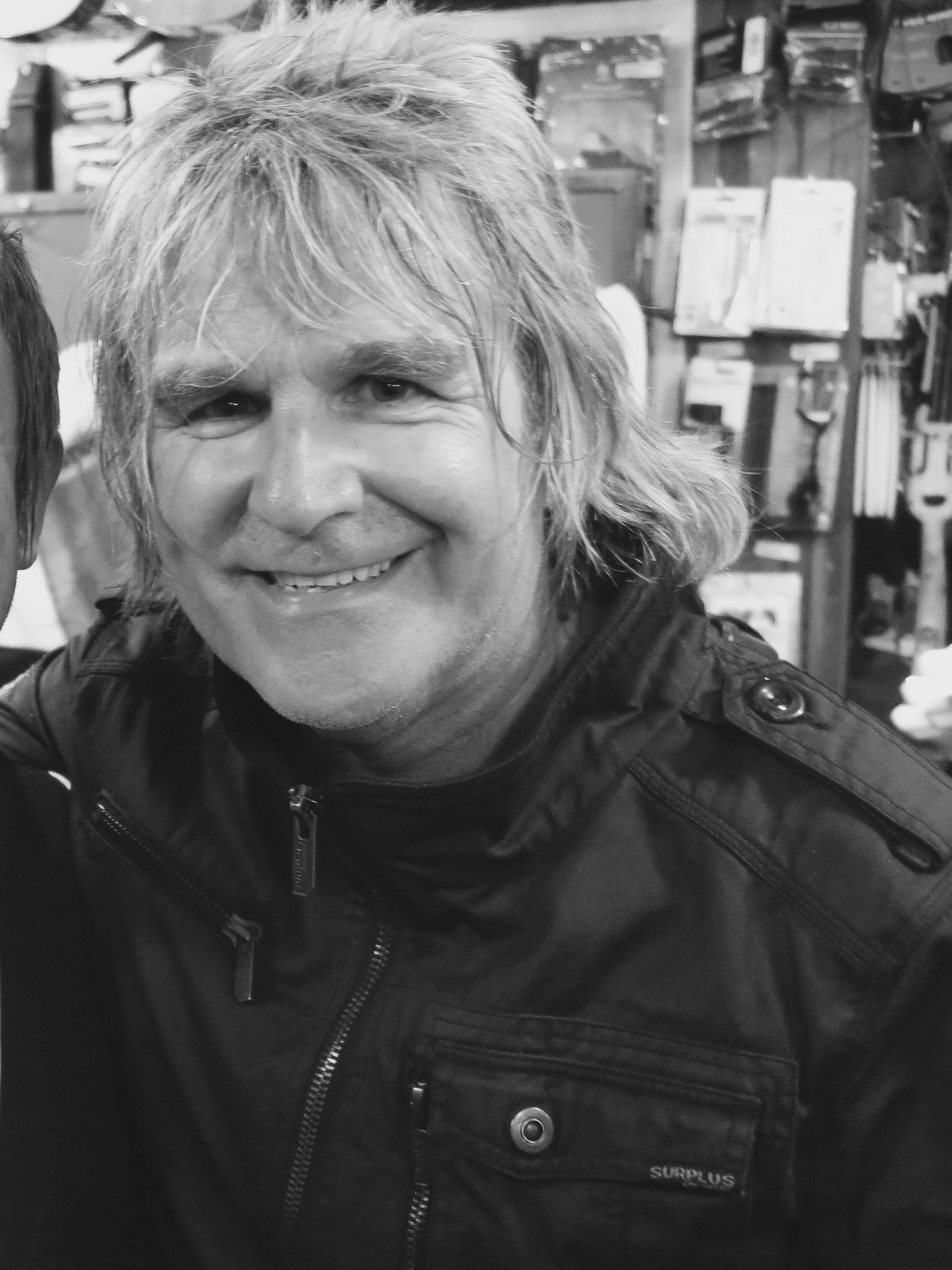
Mike Peters
29 april

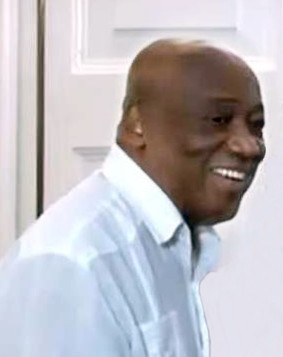
Jules Wijdenbosch
30 april

| 1 | 2 | 3 | 4 | 5 | 6 | 7 | 8 | 9 | 10 | 11 | 12 | 13 | 14 | 15 | 16 | 17 | 18 | 19 | 20 | 21 | 22 | 23 | 24 | 25 | 26 | 27 | 28 | 29 | 30 |
| - | - | - | - | - | - | - | - | - | -- | -- | -- | -- | -- | -- | -- | -- | -- | -- | -- | -- | -- | -- | -- | -- | -- | -- | -- | -- | -- |

### 1 april
- Frits Brink (79), Nederlands bestuurder en politicus[1]
- Leandro Domingues (41), Braziliaans voetballer[2]
- Val Kilmer (65), Amerikaans acteur[3]
- Johan G. Lammers (83), Nederlands jurist[4]
- Johnny Tillotson (86), Amerikaans country- en popzanger[5]

### 2 april
- Miles Griffith (55), Amerikaans jazzzanger[6]
- Khamtai Siphandon (101), Laotiaans politicus[7]

### 3 april
- Jan van Gijn (82), Nederlands neuroloog en hoogleraar[8]
- Theodore Edgar McCarrick (94), Amerikaans kardinaal[9]
- Andreas van Saksen-Coburg en Gotha (82), Brits-Duits edelman[10]

### 4 april
- Amadou Bagayoko (70), Malinees muzikant[11]
- Friðrik Ólafsson (90), IJslands schaker[12]
- Jan Dirk van der Ploeg (98), Nederlands orthopedagoog en hoogleraar[13]
- Cor de Vos (78), Nederlands burgemeester[14]

### 5 april
- Dave Allen (69), Brits muzikant[15]
- Cornelis van Bree (92), Nederlands taalkundige[16]
- Heikki Hasu (99), Fins wintersporter[17]
- Stéphane Krafft (45), Frans wielrenner[18]
- Harmen Siezen (84), Nederlands nieuwslezer[19]

### 6 april
- Jorge Bolaño (47), Colombiaans voetballer[20]
- Clem Burke (70), Amerikaans drummer[21]
- Peter McEvoy (72), Brits golfer[22]
- Jay North (73), Amerikaans acteur[23]
- Phongsi Woranut (85), Thais zangeres[24]

### 7 april
- Keith Bakker (64), Amerikaans-Nederlands verslavingsdeskundige en zedendelinquent[25]
- Edward Belfort (59), Surinaams politicus en televisiepresentator[26]
- Otto Deden (99), Nederlands componist en organist[27][28]
- Elsa Honig Fine (94), Amerikaans kunsthistorica en -auteur[29]
- Raghbir Lal (95), Indiaas hockeyer[30]

### 8 april
- Haílton Corrêa de Arruda (Manga) (87), Braziliaans voetballer[31]
- Nicky Katt (54), Amerikaans acteur[32]
- Mischa Wladimiroff (80), Nederlands advocaat en hoogleraar[33][34]
- Rubby Pérez (69), Dominicaanse merengue zanger[35]

### 9 april
- Jaap van der Niet (80), Nederlands voetbalscheidsrechter[36]

### 10 april
- Leo Beenhakker (82), Nederlands voetbaltrainer[37]
- Ted Kotcheff (94), Canadees film- en televisieregisseur[38]
- Jef Mewis (94), Belgisch worstelaar[39]
- Nino Tempo (Antonino Lo Tempio) (90), Amerikaans zanger[40]

### 11 april
- Mike Berry (Michael Bourne) (82), Brits acteur en zanger[41]
- Ike Cialona (90), Nederlands vertaalster[42]
- Petra Laseur (85), Nederlands actrice[43]
- Max Romeo (Maxwell Livingston Smith) (80), Jamaicaans zanger[44]
- Riet Roosen-van Pelt (91), Nederlands politica[45]
- Ewald Vanvugt (81), Nederlands auteur en fotograaf[46]

### 12 april
- Roy Thomas Baker (78), Brits muziekproducent[47]
- Mathias Wenda (104), West-Papoeaans onafhankelijkheidsleider[48]

### 13 april
- Richard Armitage (79), Amerikaans politicus[49]
- Bob Garretson (92), Amerikaans autocoureur[50][51]
- Jean Marsh (90), Brits actrice[52]
- Mario Vargas Llosa (89), Peruaans schrijver en Nobelprijswinnaar[53]

### 14 april
- Joaquín Galera (85), Spaans wielrenner[54]
- Maarten van Gent (78), Nederlands basketbalcoach[55]
- Sophie Nyweide (24), Amerikaans kindactrice[56]
- Frits Rüter (86), Nederlands hoogleraar strafrecht[57]
- Danny Verbiest (79), Belgisch poppenspeler en televisieproducent[58][59]

### 15 april
- Wink Martindale (91), Amerikaans televisiepresentator[60]
- Cees Smit (85), Nederlands voetballer[61]
- Werner Thissen (86), Duits aartsbisschop[62]
- Jos Van Elewyck (96), Belgisch journalist en politicus[63]

### 16 april
- Nora Aunor (Nora Cabaltera Villamayor) (71), Filipijns actrice, zangeres en filmproducente[64]
- Aaron Boupendza (28), Gabonees voetballer[65]
- Fatima Hassouna (25), Palestijns fotojournalist[66]
- Ryan Nannan (44), Surinaams wetenschapper en ambassadeur[67]
- Ronald Roethof (58), Nederlands-Surinaams dammer, advocaat en medicus[68]

### 17 april
- Jaromír Štětina (82), Tsjechisch journalist, schrijver en politicus[69]

### 18 april
- Nikola Pokrivač (39), Kroatisch voetballer[70]
- Clodagh Rodgers (78), Brits zangeres[71]
- Damien Thomas (83), Brits acteur[72]

### 19 april
- Laila al-Zwaini (59), Nederlands-Iraaks juriste en arabiste[73]
- Barry Hoban (85), Brits wielrenner[74]
- Jay Sigel (81), Amerikaans zakenman en golfer[75]
- Guy Ullens de Schooten Whettnall (90), Belgisch ondernemer en kunstverzamelaar[76][77]

### 20 april
- Riek Aron (79), Surinaams politicus[78][79]
- Hugo Gatti (80), Argentijns voetballer[80]
- Ab Geldermans (90), Nederlands wielrenner en ploegleider[81]
- Jeanine van Pinxteren (75), Nederlands politica en kunstenares[82]
- Maria Sjoebina (94), Russisch kanovaarster[83]

### 21 april
- Paus Franciscus (88), leider van de Rooms-Katholieke Kerk[84]
- Will Hutchins (94), Amerikaans acteur[85]
- Willem den Ouden (97), Nederlands kunstenaar[86]
- Adriaan Van Landschoot (77), Belgisch ondernemer en muziekproducent[87]

### 22 april
- Alexandra Fröhlich (58), Duits journaliste en schrijfster[88]
- Lar Park Lincoln (63), Amerikaans actrice[89]
- Zoerab Tsereteli (91), Georgisch-Russisch kunstenaar[90]

### 23 april
- Jonnie Boer (60), Nederlands chef-kok en horecaondernemer[91]
- André Bosson (83), Zwitsers voetballer en voetbalcoach[92]
- Wim Bravenboer (78), Nederlands wielrenner[93][94]
- Chris Cauwenberghs (78), Belgisch acteur[95]
- Waltraut Haas (97), Oostenrijks actrice en zangeres[96]
- Frans Heesen (78), Nederlands ondernemer[97]
- Fouad Mebazaa (91), Tunesisch politicus[98]
- Jaromír Paciorek (45), Tsjechisch voetballer[99]
- David Thomas (71), Amerikaans rockzanger[100]

### 24 april
- Fritz Baumbach (89), Duits schaker[101]
- Roy Phillips (81), Brits zanger[102]

### 25 april
- Alexis Herman (77), Amerikaans politica[103]

### 26 april
- Jair da Costa (84), Braziliaans voetballer[104]
- Donato Giuliani (78), Italiaans wielrenner[105]

### 27 april
- Hans van den Berg (66), Nederlands conservator[106]
- Roland Deswaene (90), Belgisch politicus[107]
- Karla Wildschut (81), Nederlands actrice[108]

### 28 april
- Annelies Bouma (87), Nederlands actrice en cabaretière[109]
- Brendan Comiskey (89), Iers bisschop[110]
- Jane Gardam (96), Brits schrijfster[111]
- Maurice Gubbels (61), Nederlands voetballer[112]
- Priscilla Pointer (100), Amerikaans actrice[113]

### 29 april
- Mike Peters (66), Brits muzikant[114]

### 30 april
- Inah Canabarro Lucas (116), Braziliaanse, oudste mens ter wereld[115]
- Frits Roessel (88), Nederlands schaker[116]
- Ingrid Schäfer-Poels (48), Nederlands politiechef[117]
- Roger Stevens (70), Belgisch rechter en eerste voorzitter van de Raad van State[118]
- Joe Louis Walker (74), Amerikaans bluesgitarist en -zanger[119]
- Jules Wijdenbosch (83), Surinaams president[120]

januari · februari · maart · april · mei · juni · juli
1900 ·
1901 ·
1902 ·
1903 ·
1904 ·
1905 ·
1906 ·
1907 ·
1908 ·
1909 ·
1910 ·
1911 ·
1912 ·
1913 ·
1914 ·
1915 ·
1916 ·
1917 ·
1918 ·
1919 ·
1920 ·
1921 ·
1922 ·
1923 ·
1924 ·
1925 ·
1926 ·
1927 ·
1928 ·
1929 ·
1930 ·
1931 ·
1932 ·
1933 ·
1934 ·
1935 ·
1936 ·
1937 ·
1938 ·
1939 ·
1940 ·
1941 ·
1942 ·
1943 ·
1944 ·
1945 ·
1946 ·
1947 ·
1948 ·
1949 ·
1950 ·
1951 ·
1952 ·
1953 ·
1954 ·
1955 ·
1956 ·
1957 ·
1958 ·
1959 ·
1960 ·
1961 ·
1962 ·
1963 ·
1964 ·
1965 ·
1966 ·
1967 ·
1968 ·
1969 ·
1970 ·
1971 ·
1972 ·
1973 ·
1974 ·
1975 ·
1976 ·
1977 ·
1978 ·
1979 ·
1980 ·
1981 ·
1982 ·
1983 ·
1984 ·
1985 ·
1986 ·
1987 ·
1988 ·
1989 ·
1990 ·
1991 ·
1992 ·
1993 ·
1994 ·
1995 ·
1996 ·
1997 ·
1998 ·
1999 ·
2000 ·
2001 ·
2002 ·
2003 ·
2004 ·
2005 ·
2006 ·
2007 ·
2008 ·
2009 ·
2010 ·
2011 ·
2012 ·
2013 ·
2014 ·
2015 ·
2016 ·
2017 ·
2018 ·
2019 ·
2020 ·
2021 ·
2022 ·
2023 ·
2024 ·
2025